# 礁溪德陽宮
24°49′36″N 121°46′24″E / 24.8265581°N 121.773219°E
礁溪德陽宮，為位於宜蘭縣礁溪鄉德陽村湯圍聚落（舊稱「湯仔城」）主祀中壇元帥的廟宇，附近村落以該廟為主要信仰中心。

## 沿革

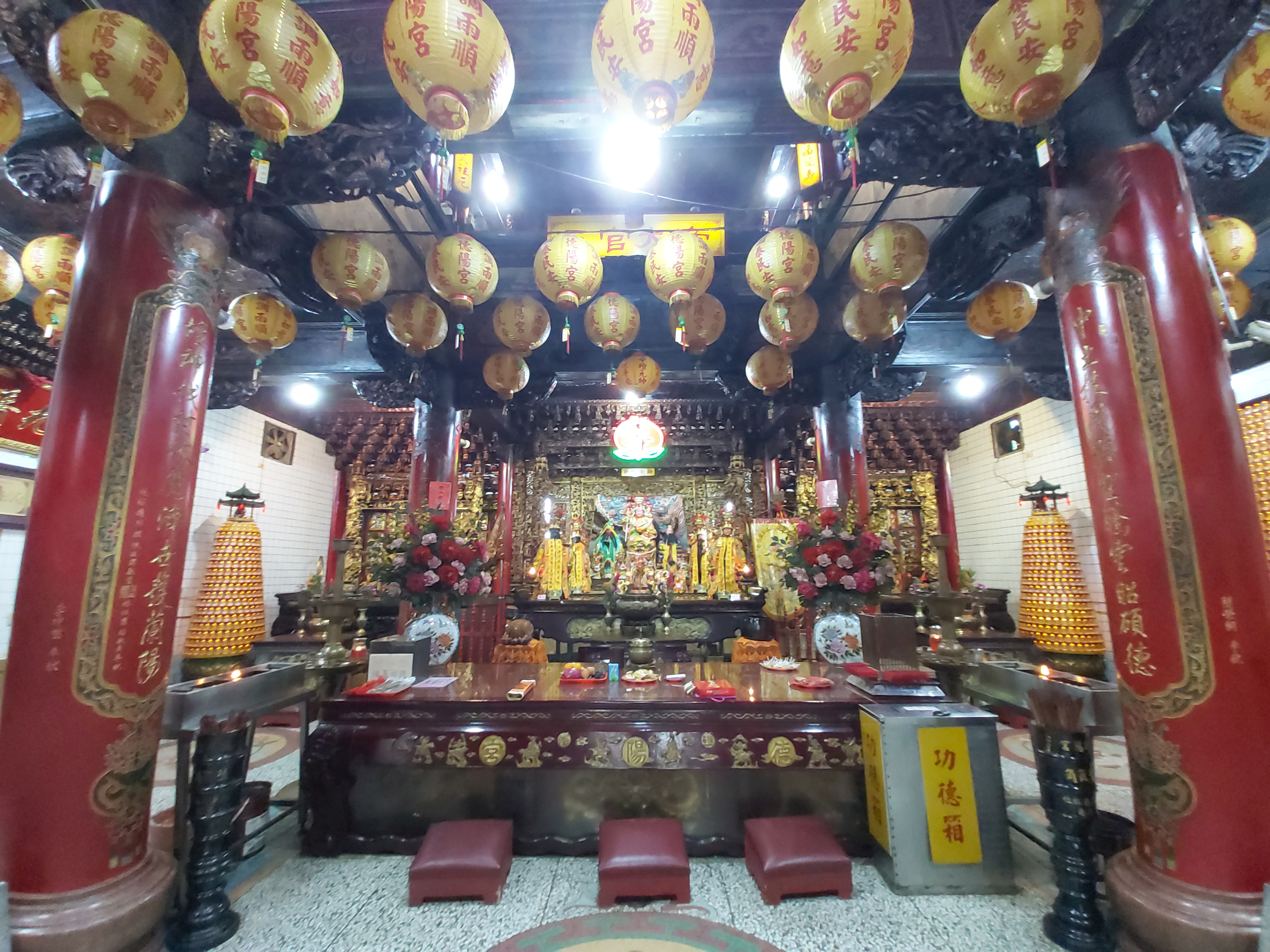
德陽宮正殿

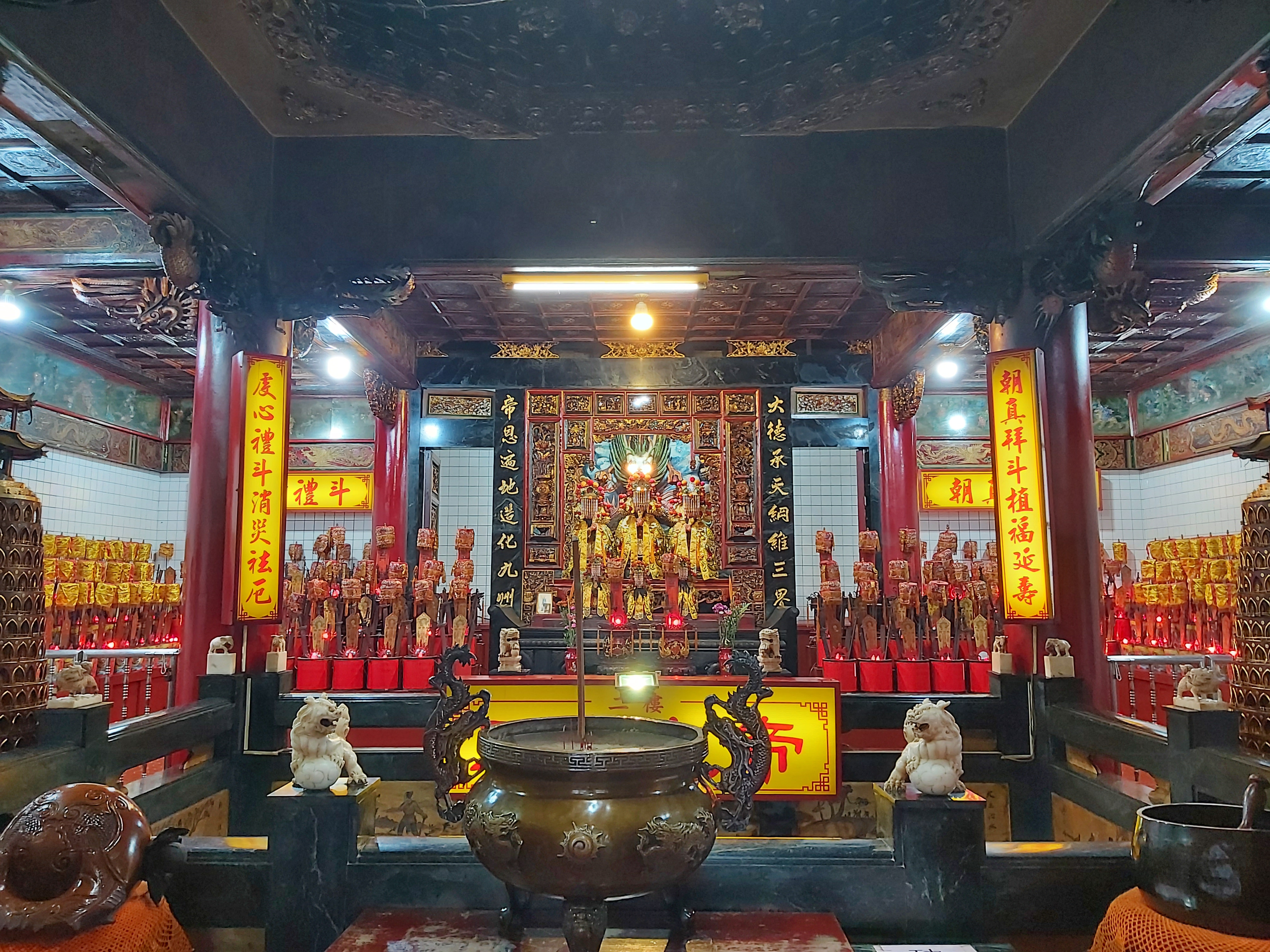
德陽宮三官殿

清嘉慶年間，福建省漳州府沿海渡臺唐山移民為祈禱跋涉途中順遂平安而隨行供奉大陸祖居地之中壇元帥金尊，落腳臺灣後成為新闢聚落內的守護神，至嘉慶十二年（1807年）信眾為感念中壇元帥對聚落的長年庇佑始以茅草興建一廟，謂之「太子爺廟」。咸豐九年（1859年），廟宇樑柱等構件部分毀損致使廟體建物頹危不敷使用，信徒共同倡議出資重建，廟址前移至七台尺處奠基，以土确為牆、瓦片為頂建立新廟，並以寓「德行宣揚」之意正名為「德陽宮」。此後，1935年、1973年及1980年歷代皆有重新擴建工事。2003年因應香客需求興建樓高五層的「德陽宮弘道大樓」，2005年落成，弘道大樓二樓以上為配置有溫泉設備的香客套房。

## 祀神
該廟主祀中壇元帥（哪吒），陪祀太乙真人、關聖帝君、觀世音菩薩、福德正神與三官大帝等神祇，三官大帝神龕位於二樓，二樓中央有貫通上、下樓層的天井。

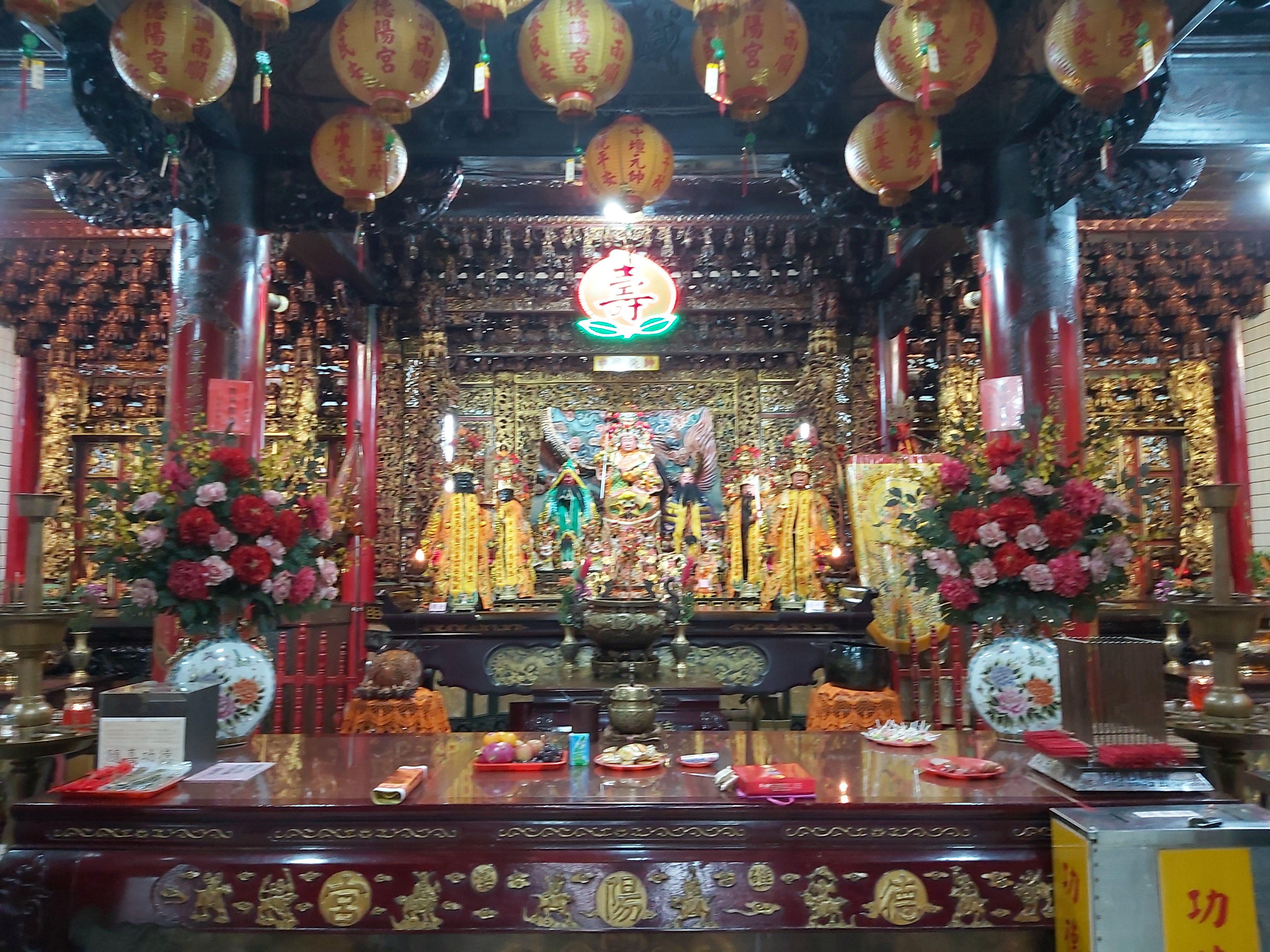
中壇元帥神龕
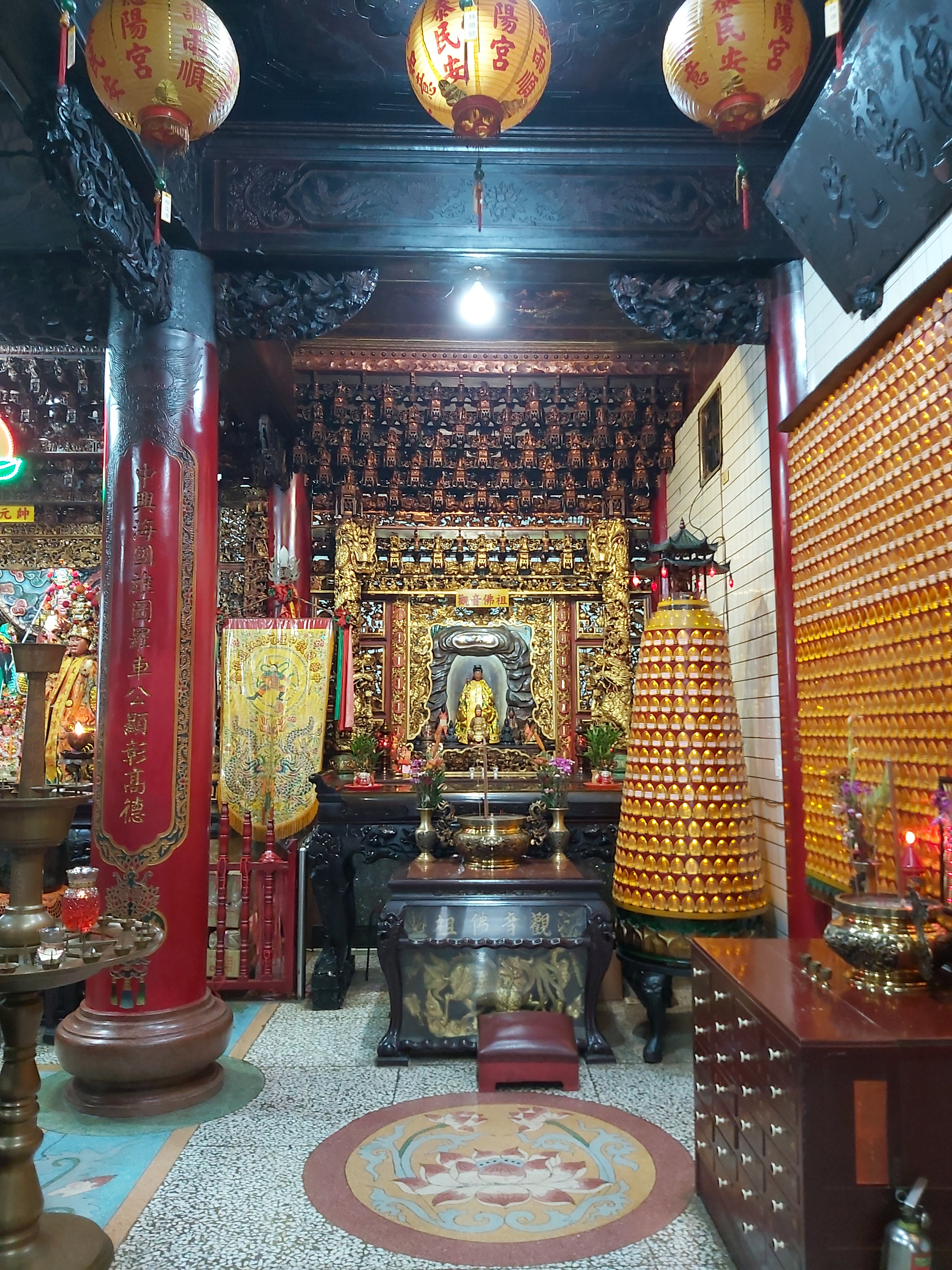
觀音佛祖神龕
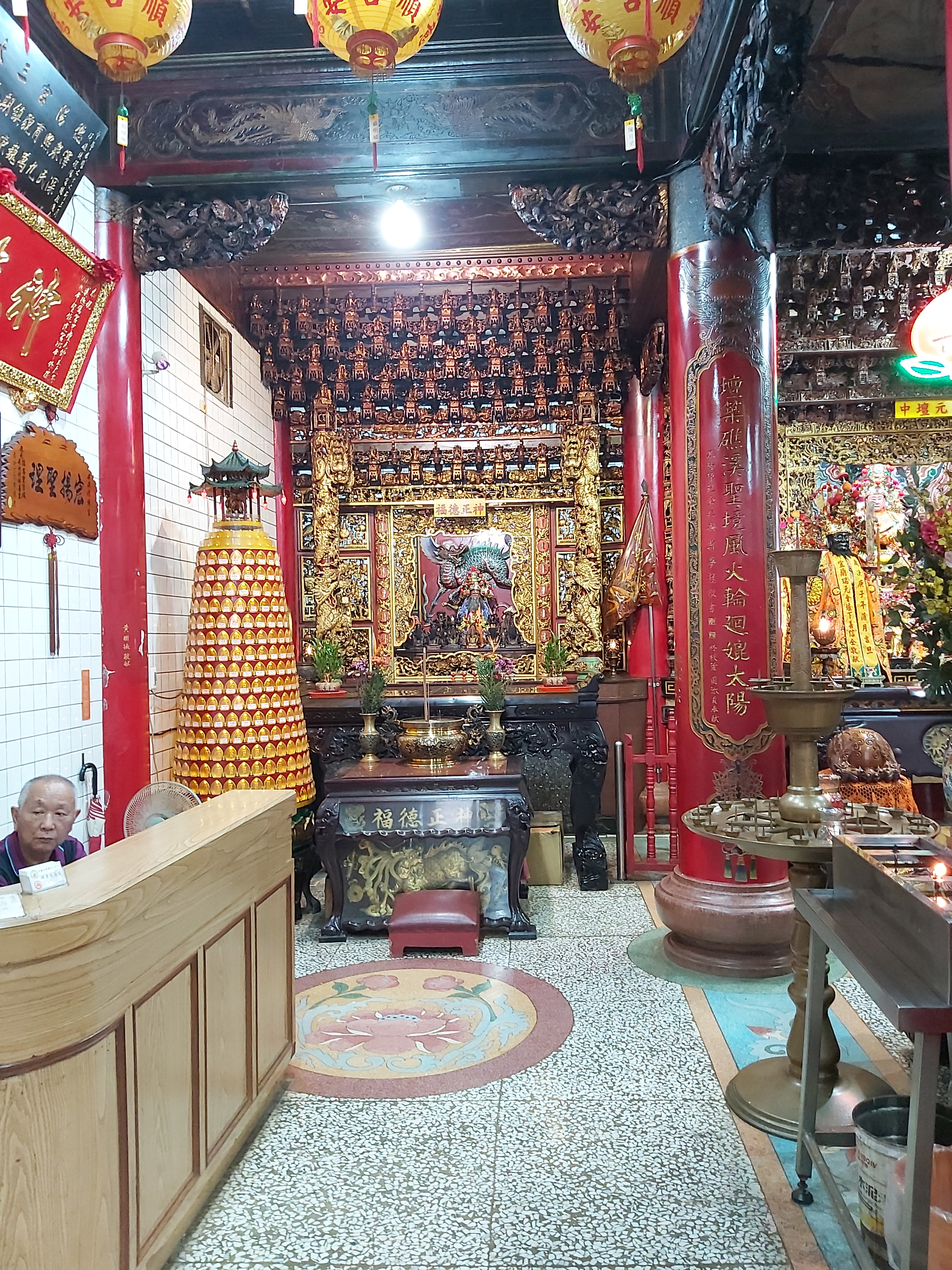
福德正神神龕
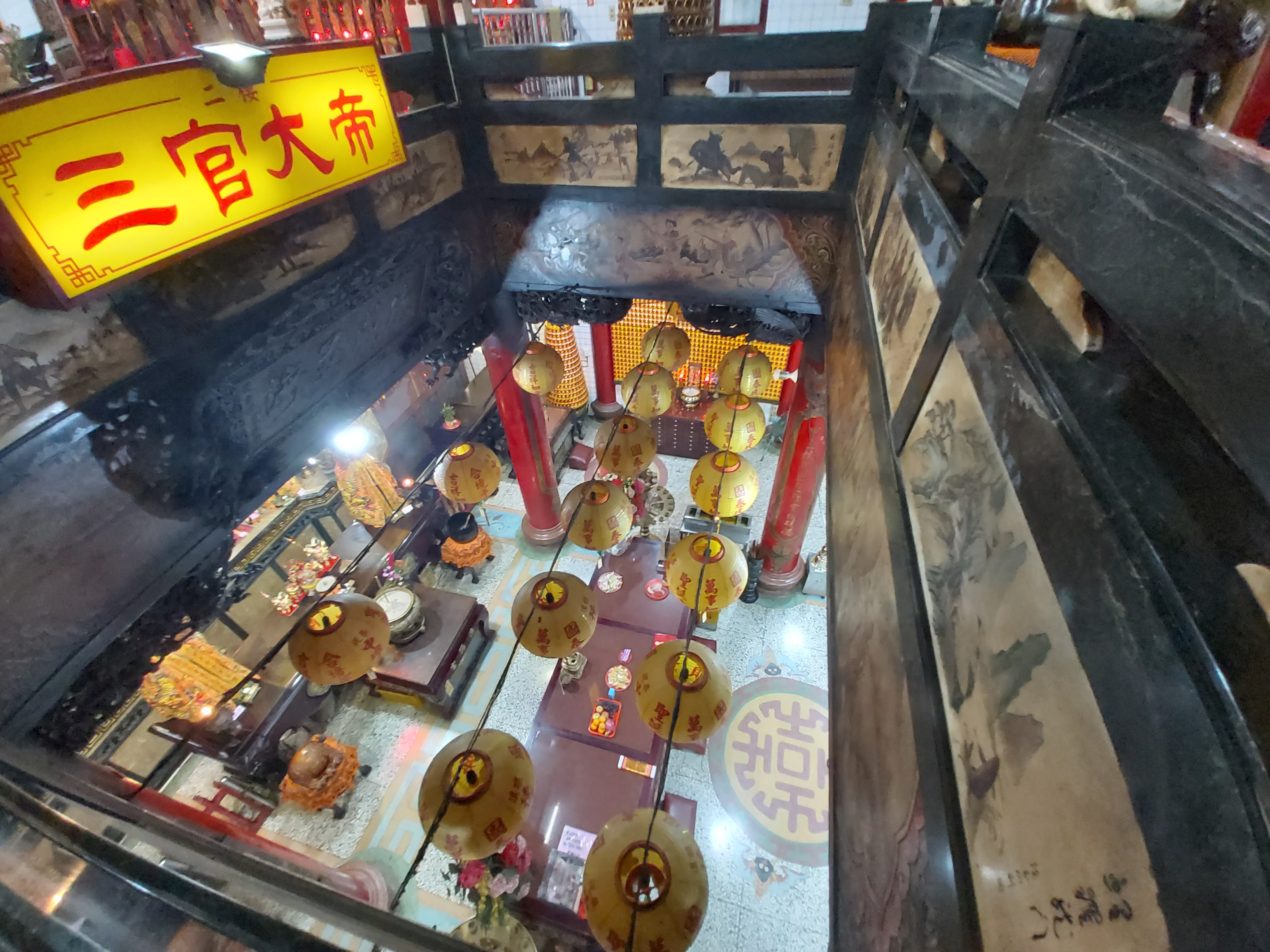
三官殿天井

## 組織型態
該廟原採管理人制度，1970年首應廟務發展需要成立「管理委員會」，由林朝明擔任主任委員、林棟樑擔任副主任委員，於當年10月間完成擬訂並通過「德陽宮管理委員會組織章程暨廟務各種選任人員選舉罷免細則」，正式成立首屆管理委員會。

## 外部連結
- 德陽社區——德陽盡懷大古致，春山足寄綠水情 （页面存档备份，存于）